# Sonotetranychus vaneyndhoveni
Sonotetranychus vaneyndhoveni är en spindeldjursart som beskrevs av Meyer, Ochoa och Aguilar 1992. Sonotetranychus vaneyndhoveni ingår i släktet Sonotetranychus och familjen Tetranychidae. Inga underarter finns listade i Catalogue of Life.